# Clichés Beyrouth 1990
Clichés Beyrouth 1990 est un one-shot de bande dessinée français scénarisé par Bruno et Sylvain Ricard et illustré par Christophe Gaultier, publié pour la première fois en 2004 puis réédité en 2012.

## Thème
L'album raconte l'histoire de Bruno et Sylvain Ricard, deux jeunes frères qui décident de se rendre chez leur tante Thérèse, sœur franciscaine à la Croix rouge, en pleine guerre du Liban, pour « essayer de se rendre utile »,.

## Distinctions
Première œuvre de Bruno Ricard, cet album a reçu le prix de la bande dessinée citoyenne (ou prix Région Centre) lors de l'édition 2004 du festival BD Boum de Blois. Il a également été nommé en 2005 au prix France Info, à celui du Château de Cheverny de la bande dessinée historique et au Festival international de la bande dessinée d'Angoulême dans la catégorie « meilleur scénario ».

## Publications
L'album a été édité pour la première fois en octobre 2004 chez Les Humanoïdes associés puis réédité en 2012 chez le même éditeur :
- Les Humanoïdes associés, octobre 2004, 158 p.   (ISBN 2-7316-1568-0)  (EAN 9782731615685)
- Les Humanoïdes associés, juillet 2012, 156 p.   (ISBN 978-2-7316-7865-9)